# Võ Minh Trí (trọng tài)
Võ Minh Trí sinh ngày 3 tháng 4 năm 1972 tại Cần Giuộc, Long An) là trọng tài cấp FIFA đã giải nghệ.
Ông đoạt "Chiếc còi vàng" 2010 và 2017.